# Gerolakkos
Gerolakkos (in greco Γερόλακκος?; in turco: Alayköy) è un comune di Cipro. La cittadina si trova de facto nel distretto di Lefkoşa della Repubblica Turca di Cipro del Nord, mentre de iure appartiene al distretto di Nicosia della Repubblica di Cipro. Sino al 1974 Gerolakkos è stato abitato quasi esclusivamente da greco-ciprioti.
Nel 2011 Gerolakkos aveva 2 777 abitanti.

## Geografia fisica
Gerolakkos è situato 10 chilometri a ovest di Nicosia, la capitale di Cipro. Si trova immediatamente a nord della Linea Verde. L'aeroporto Internazionale di Nicosia (ora chiuso definitivamente) si trova a circa 2 km a sud-est del villaggio.

## Origini del nome
Il nome in greco significa "pozzo santo". Dopo il 1974, I turco-ciprioti cambiarono il nome in Eskikuyu, che significa "vecchio pozzo" in turco, ma in seguito lo ribattezzarono Alayköy, che significa "villaggio del reggimento".
L'ultimo nome si riferisce al reggimento turco (Türk Alayı) degli anni 60 che era di stanza nelle vicinanze del villaggio in conseguenza del Trattato del 1960 che istituì la Repubblica di Cipro.

## Società

### Evoluzione demografica
Fino al 1910, il villaggio era abitato da una popolazione mista con una piccola minoranza turco-cipriota. Nel censimento ottomano del 1831, fatto su base religiosa, i cristiani (greco-ciprioti) costituivano quasi il 95% della popolazione complessiva del villaggio. Nel 1891 questa percentuale salì al 97%. Le poche famiglie musulmane che vivevano a Gerolakkos lasciarono il villaggio dopo il 1911 e si trasferirono nel villaggio turco-cipriota di Gönyeli.  I turco-ciprioti ricompaiono nei rapporti del censimento del 1946, ma poi scompaiono quasi del tutto nel 1960. Le ragioni di questi movimenti di popolazione non sono state determinate. D'altra parte, fino al 1960, la popolazione del villaggio ha mostrato una tendenza complessiva al rialzo, aumentando costantemente da 457 abitanti nel 1891 a 1865 nel 1960.
Tutti i greco-ciprioti di questo villaggio furono espulsi nell'agosto 1974, fuggendo dall'avanzata dell'esercito turco. Oggi, come tutti i greco-ciprioti sfollati, quelli di Gerolakkos sono sparsi nel sud dell'isola. Il numero di sfollati nel 1974 era di circa 2 500 persone (essendo 2 455 abitanti nel censimento del 1973).
Oggi questa cittadina è abitata principalmente da turchi ciprioti espulsi dal sud dell'isola, tra cui alcune famiglie provenienti da Nicosia sud, Kouklia, Limassol, Paphos e Larnaca. Tuttavia, il reinsediamento in questa cittadina è stato diverso da quello avvenuto nelle altre città, poiché Gerolakkos non ha ricevuto un gran numero di sfollati da una singola località. Gli attuali abitanti della città provengono da parecchi luoghi; fra, questi ci sono molte famiglie di dipendenti pubblici di Nicosia, così come persone le cui case erano vicine alla linea del cessate il fuoco, considerata dopo l'invasione una zona pericolosa. Vivono a Gerolakkos anche molti cittadini turchi provenienti principalmente dalla provincia di Adana in Turchia. Secondo il censimento turco-cipriota del 2006, la popolazione di Gerolakkos era di 2 539 abitanti.

## Economia

### Servizi
Nella periferia del villaggio si trovano più di 15 case di tolleranza i quali operano sotto la supervisione del governo nord-cipriota. Nel dialetto turco-cipriota questi sono chiamati "gabareler".